# مقاطعة ديكالب (ميزوري)
مقاطعة ديكالب (بالإنجليزية: DeKalb County)‏ هي إحدى المقاطعات في ولاية ميزوري في الولايات المتحدة الأمريكية.

## أعلام
- هاري دبليو. هيوز